# Giraffokeryx
Giraffokeryx − wymarły rodzaj ssaków z rodziny żyrafowatych, występujący w Azji, Europie i Afryce w miocenie i pliocenie.

## Opis
Posiadało 2 pary pokrytych skórą różków na głowie. Przypominały one te spotykane dziś u okapi leśnego.